# Sarrageois
 Sarrageois  es una comuna y población de Francia, en la región de Franco Condado, departamento de Doubs, en el distrito de Pontarlier y cantón de Mouthe.
Su población en el censo de 1999 era de 106 habitantes.
Está integrada en la Communauté de communes des Hauts du Doubs .

## Demografía
| 129 | 117 | 110 | 83 | 78 | 106 |
| Para los censos de 1962 a 1999 la población legal corresponde a la población sin duplicidades (Fuente: INSEE [Consultar]) |     |     |    |    |     |